# Symmachus (Konsul 522)
Flavius Symmachus war ein spätantiker römischer Politiker im Ostgotenreich des frühen 6. Jahrhunderts.
Symmachus war ein Sohn des Senators und Philosophen Anicius Manlius Severinus Boethius und der Rusticiana. Im Jahr 522 n. Chr. bekleidete er, noch jung, gemeinsam mit seinem Bruder Boethius das Konsulat; der Vater erwähnt sie in seiner Consolatio Philosophiae mehrmals. Nach dem Sturz und der Hinrichtung ihres Vaters im Jahr 524 wurde das Familienvermögen konfisziert, aber bald nach  Theoderichs Tod im Jahr 526 von Königin Amalasuntha zurückgegeben.